# Tărsino, Kiustendil
Tărsino (în bulgară Търсино) este un sat în comuna Kiustendil, regiunea Kiustendil,  Bulgaria. 

## Demografie
Componența etnică a satului Tărsino
     Bulgari (100%)
     Nicio identificare (0%)
     Altele (0%)
La recensământul din 2011, populația satului Tărsino era de 22 locuitori. Din punct de vedere etnic, toți locuitorii erau bulgari.